# Regressie (geologie)
Regressie is het verschuiven van een kustlijn van meer continentaal naar meer bekkenwaarts. Dit hoeft niet direct een dalende zeespiegel te betekenen. Gedurende de geologische geschiedenis wisselden perioden van transgressie en regressie elkaar af. Deze afwisselingen hebben zich zowel regelmatig (cyclisch) als onregelmatig voorgedaan.
In sedimentaire gesteenten zijn perioden van regressie te herkennen aan de erosieve vlakken (Engels: Erosional surfaces), een term uit de sequentiestratigrafie (Engels: sequence stratigraphy).